# Чарова, Вера Сергеевна
Вера Сергеевна Чарова (урожденная Стоянович; 1894, Белград  — 1 мая 1971, Лондон) — сербская и российская актриса
, театральный режиссёр
, театральный деятель, основательница Лондонской русской театральной группы драматических актёров .

## Биография
Играла в театре Корша. Снималась в немом кино Российской империи. После Октябрьской революции в 1920 году эмигрировала за границу, снималась в европейском кинематографе. Выступала с Александром Вертинским.

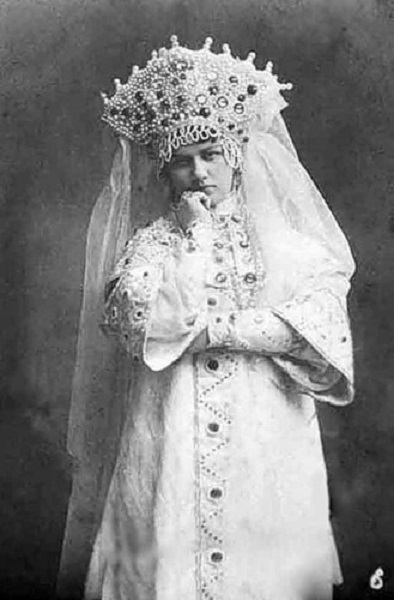
Вера Чарова

Сотрудничала с 1919 года с кинофирмой Григория Либкена, играла в его кинолентах.
В 1925 году гастролировала в Эстонии, играла в Русском театре Таллина.
Позже организовала спектакли в Лондоне.
После окончания Второй Мировой войны — организатор первого постоянного русского театра «Русский театр художественной миниатюры» в Лондоне, где выступала с художественным чтением и в скетчах.

## Избранная фильмография
- 1918 — Флавия Тессини
- 1918 — Меч милосердия — Ванда Ярош, женщина-врач
- 1918 — Лестница дьявола — Андриенна, жена Брандеса, затем «Чёрная пантера»
- 1918 — Выстрел
- 1917 — Проклятые миллионы — актриса
- 1917 — Кровавая слава
- 1917 — Кабачок смерти — Ванда, танцовщица
- 1917 — Сын Израиля
- 1917 — Женщина-вампир — Алла Галицкая
- 1914 — Блюститель нравственности — Нелли, дочь Борисова
- 1913 — Один насладился, другой расплатился — Шушу